# Königsberger Gelehrte Gesellschaft
Die Königsberger Gelehrte Gesellschaft war eine akademische Gesellschaft der Zwischenkriegszeit in Königsberg (Preußen). Gegründet wurde sie im Rahmen der Königsberger Kant-Feier (1924). Initiatoren waren Herbert Kraus, Erich Seeberg und Eilhard Alfred Mitscherlich. In eine  geisteswissenschaftliche und eine naturwissenschaftliche Klasse aufgeteilt, setzte sie sich aus den Fachvertretern bestimmter Universitätswissenschaften zusammen. Sie lag ganz in der Linie der Osthilfe (Deutsches Reich).

„Der Sinn dieser Gründung war, in der abgeschnürten Provinz alle geistige Arbeit zu einem festen Bollwerk germanischer Kultur zusammenzufassen, um zu erhalten, was wir besaßen, und zu erforschen, was noch von alter preußischer Kultur an ungehobenen Schätzen sich auf ostpreußischem Boden vorfindet‘. So sollten die Ostpreußen betreffenden Probleme dieser Art bevorzugt werden. Fast schien es, als würden jene Zeiten wiederkommen, in denen die Professoren sich gern den Studien ihrer Heimat hingaben, die ja in den Naturwissenschaften wohl nie geruht hatten, von den Untersuchungen über den Bernstein eines Poliander beginnend bis zu Hamanns Lehrer Rappolt und den Hartmanns, oder wenn man an den Theologen Wigand dachte, der eine erste preußische Botanik schrieb, freilich nur ein kleines Stück daraus auswählend. In den Geisteswissenschaften hatte ja die Geschichte vor allem im 18. Jahrhundert fast neben der Universität gestanden, das sprachliche Gebiet vorwiegend die Mitglieder der Deutschen Gesellschaft beschäftigt. Jetzt war durch die neue Gründung all diesen Dingen eine neue Stätte bereitet. In ihrem Rahmen konnte nun Walther Ziesemer eine würdige Ausgabe der Werke Simon Dachs veranstalten, wie er auch das großangelegte Preußische Wörterbuch ins Leben rief.“